# Andautonia
Andautonia fue un asentamiento romano localizado en las cercanías de la actual Zagreb. 
Fue una ciudad muy importante en su época, ya que la ciudad era un punto importante en las calzadas Siscia-Poetovio, aparte, el río Sava hacía del asentamiento un lugar con gran potencial comercial. La ciudad fue poblada anteriormente por las tribus ilirias, más tarde, los celtas llegarían a este asentamiento en el siglo IV a. C., más concretamente los taurinos.
Andautonia fue una ciudad con grandes pavimentos, un gran sistema de alcantarillado y una calidad de vida muy grande para la época, todo esto le llevó a convertirse en una ciudad con gran potencial en la región. En la religión también fue una ciudad muy influyente, se dice de que se hicieron varios altares al dios del río Savo y a Némesis, estelas con las figuras de estas deidades nos hacen pensar en la posible existencia de algunos espectáculos en la ciudad, como la lucha entre gladiadores.